# ستيفان أنديرسين
ستيفان مايغارد أنديرسين (بالدنماركية: Stephan Andersen)‏ (مواليد 26 نوفمبر 1981 في كوبنهاغن) لاعب كرة قدم دنماركي يلعب حاليا لصالح نادي بروندبي الدنماركي .

## روابط خارجية
- ستيفان أنديرسين على موقع الاتحاد الدولي (مؤرشف)  (الإنجليزية)
- ستيفان أنديرسين على موقع الاتحاد الأوربي (الإنجليزية)
- ستيفان أنديرسين على موقع قاعدة بيانات كرة القدم.إي يو (الإنجليزية)
- ستيفان أنديرسين على موقع ناشيونال فوتبول تيمز (الإنجليزية)
- ستيفان أنديرسين على موقع Soccerbase.com (لاعب) (الإنجليزية)
- ستيفان أنديرسين على موقع Soccerway.com (الإنجليزية)
- ستيفان أنديرسين على موقع عالم كرة القدم.نت (الإنجليزية)
- ستيفان أنديرسين على موقع كووورة